# WHA
WHA（英: World Hockey Association、仏: Association Mondiale de Hockey）は、1972年から1979年まで存在した北米のプロ・アイスホッケーリーグである。プロ・アイスホッケーリーグの歴史においては、1925-1926シーズンをもってリーグ閉鎖したWHL（Western Canada Hockey League）以来のNHLに拮抗する勢力を誇ったメジャーリーグとして位置づけられる。
もっとも優勢な立場にあったNHLにチャレンジしようとしたリーグが過去になかったわけではないが、WHAはそれらのリーグの中でも群を抜く成功を収めたといえる。この成功に当たって鍵となったのは、当時のNHLの選手契約に見られた「留保条項（チームは選手を完全な支配下に置くため契約を自動更新できる権利を留保し、選手の移籍の自由を制限する条項）」を頑なまでに採用しない姿勢を貫いたことと、選手の発掘に当たって、主に北米をターゲットとしたNHLとは異なり、全世界にスカウトの手を広げたこととされる。
しかしながら、WHAに所属したチームの多くはフランチャイズが一定せず、また高額の年俸体系を導入したことも各チームの競合を招く一因となった。WHAは地元ホッケーチームがまだなかった数多くの北米主要都市に投資し、NHLオーナー達のカルテルよりもより多くの年俸でもって最優秀の選手達を誘引しようと試みたのである。

## 歴史

### 創成期
WHAは、アメリカ人のプロモーター、デニス・マーフィー (Dennis Murphy) とギャリー・デビットソン (Gary Davidson) によって設立された。これら二人は、それぞれアメリカバスケットボール協会 (American Basketball Association) の創立者、初代会長でもあった。マーフィーとデビットソンは間もなくカナダの投資家ビル･ハンター (Bill Hunter) をその仲間として取り込んだ。当時ハンターは、ホッケー界においてNHLに組しない者の中では最も影響力を持つ人物とみなされており、彼の助けもあってWHAはカルガリー、エドモントン、サスカトゥーン、ウィニペグ各都市からの強力な支持を取りつけ、カナダ西部の4チームから編成される新リーグの骨格が定まった（なお、この当時のNHLにおいては、カナダのチームは1つ少ない3チームしかなかった。）。
WHAの功績は、自己のリーグ所属選手との契約に当たって既述の留保条項を織り込まなかったこととともに、NHL契約についても留保条項付きの契約を締結させないようにする役割を果たしたことである。当時NHLの支配下にあった選手達の多くは1972年に契約期間満了をむかえようとしており、中には所属チームとの駆け引きの材料としてWHAへの転出を匂わせたり、NHLチームと契約する前の肩慣らしとして誕生間もないWHAでのプレーをオファーする者もいた。そしてその中には、有名選手であるボビー・ハルのように実際にWHAに加入するもいた。これに対し、当初NHL側は何も行動を起こさず、WHAは1シーズンで打ち切りとなるだろうと予測し事態を静観するにとどまった。しかし、WHAが上手く軌道に乗りそうだとわかると、NHLは1972年にニューヨーク・アイランダーズとアトランタ・フレームス（カルガリー・フレームスの前身）を自らのリーグ内に設立するという対抗策を採った。
1971年11月にWHA加盟の12チームが正式に発表された。その中には、マイアミ・スクリーミング・イーグルスのように全くNHLチームの存在しない都市に本拠地が置かれたものや、まだまだ余地があると考えられた都市に配置されたチーム、例えば、ロサンゼルス・シャークス、シカゴ・クーガース、ニューヨーク・レイダースなどが含まれていた。しかし、このとき発表された12チームのうち、デイトン・アエロズやサンフランシスコ・シーホークスはアリーナ設置上のトラブルで閉鎖され、それぞれヒューストン・アエロズ、ケベック・ノルディクスへと代わった。さらに、カルガリー・ブロンコスやマイアミ・スクリーミング・イーグルスは全く興行することなく、それぞれクリーブランド・クルセダーズ、フィラデルフィア・ブレイザーズに置き換えられた。

### ハルの加入
1972年1月頃には、WHAは元NHLのバーニー・ペアレントら若干の有力選手を含む多くの選手を擁したが、その大半はマイナーリーグや学生リーグの選手で構成されていた。故にこの新リーグはNHLに対して大きな脅威とはならないと見られていたが、当時NHLでもトップ選手と目されていたボビー・ハルの移籍が決まると、この見方に変化が現れた。
ハルは最初はWHAへの移籍をNHLシカゴ・ブラックホークスとの交渉戦術としか考えておらず、記者たちに対し、当時は一選手に対する年俸としては馬鹿馬鹿しいと考えられた金額を持ち出し「100万ドルくれるならWHAに行くよ」といった旨を冗談めかして語った。しかし驚くべきことにウィニペグ・ジェッツはこの条件を飲んだため、ハルは移籍を受諾するに至った。ハルの契約条件は、5年間で100万ドル、さらに契約金として100万ドルとも伝えられている。このハルの契約に刺激されWHA入りを表明したNHLの有力選手には、ジェリー・チーバーズ (Gerry Cheevers) 、デレック・サンダーソン (Derek Sanderson) 、J・C・トレンブレー (J. C. Tremblay) らがいる。
WHAの公式戦初試合は1972年10月1日にオタワシビックセンターのアルバータ・オイラーズ対オタワ・ナショナルズ戦であり、オイラーズが7対4で勝利を収めた。試合の水準は予想どおりNHLに及ばなかったともいわれるが、WHAにおいてはNHL経験が少ない若しくは全くない選手からも数多くの人気選手が輩出された。初年度のリーグ優勝を飾ったのは、ニューイングランド・ホエーラーズであった。なお、優勝杯は後にメインスポンサーのAvco Financial Servicesにちなんでアブコワールドトロフィと名付けられた。

### リーグの光と影
リーグの運営に問題がなかったわけではない。有力選手はいてもその実力をサポートするに足る選手がいないこと、懐具合の悪いチームが多いことなどが問題であった。また、例えば、ニューヨークはその適例であるが、NHLのアイランダーズがナッソー
コロシアムを占拠していたため、WHAはビジターチームの選手控室すらないほどの小さなアリーナでの興行を余儀なくされた。このようなことから、毎年のようにチームのオーナー交替があり、時にはシーズン途中で閉鎖し本拠地を別の都市に移すチームがあった。チームの財政悪化の原因はつまるところ選手の高額年俸に帰着する。例えば、デレク・サンダーソンはWHA加入時にも多額の金銭を受け取ったが、シーズン序盤で怪我をし長期欠場したにもかかわらず260万ドル（サッカーのペレをも上回る当時のスポーツ界最高年俸といわれる）を受け取っている。 
他方、WHAは訴訟によりNHLチームの留保条項を用いた選手の拘束を阻止し、マーク・ターディフ (Marc Tardif) 、ゴーディ・ハウや後年にはフランク・マホブリッチ (Frank Mahovlich) 、ポール・ヘンダーソンらの有力選手獲得に成功した。また、1974年には、WHAは当時NHLが見向きもしなかったヨーロッパ出身選手の獲得にも乗り出し、スウェーデンからはアンダース・ヘドベリ (Anders Hedberg) やウルフ・ニルション (Ulf Nilsson) 、チェコからはVaclav Nedomanskyを加入させた。
日本では1977年12月29・30日と1978年1月1日にウイニペグ・ジェッツとソ連代表の試合が行われ、ボビー・ハルのスラップ・ショットやアンダース・ヘドベリ (Anders Hedberg)のプレーを日本のファンに見せたことは、当時の最強ナショナルチームとカナダのパワーホッケーが激突する高いレベルのプレーに触れる機会となった。また、WHAというもう一つのホッケーのメジャーリーグが北米・カナダにあることを海外にアピールした出来事であるといえる。

### 衰退・閉鎖
1976年になると、WHAでは基盤のしっかりしたチームが極めて稀といえるほど各フランチャイズの足元が脆弱で、さらにWHA、NHL両リーグの並存が才能ある選手の市場に深刻なひずみを相乗的にもたらすといった事実が明らかになりつつあった。そして、リーグ合併に関する議論が持ちあがり、当時8チームあったWHA所属チームのうち6チームをNHLへ移行させるといった案やエドモントン・オイラーズ、ニューイングランド・ホエーラーズ（その翌年にはウィニペグ・ジェッツも）のNHL統合案などが提起されたが、同年にはいずれの案も採用されることはなかった。
WHAの最後の2シーズンには、後にNHLでも伝説となるほどの多くのスター選手、例えば、ウェイン・グレツキー、マーク・メシエ、Rob Ramage 、Ken Linesman　、マイク・ガートナーなどが輩出された。しかし、7チームでスタートしたWHAの最終シーズンは途中でインディアナポリス・レイサーズが存続を断念し、最終的に6チームに減少した。そして1979年3月22日財政的な問題から年俸支払不能に陥ったWHAは、NHLと統合することで合意に達した。この合意では、最終シーズンの上位4チーム：エドモントン・オイラーズ、ケベック・ノルディクス、ウィニペグ・ジェッツ、ニューイングランド・ホエーラーズ（統合後、ハートフォード・ホエーラーズに改称）がNHL傘下に収まることとなる一方で、シンシナティ・スティンガーズ、バーミングハム・ブルズは閉鎖のために資金提供を受けることとされた。

### NHL移籍チームのその後
WHAが閉鎖されたあと旧リーグ傘下選手はNHLチームに分散させるためのドラフトにかけられたが、新たに移行した4チームは2名のゴーリーと2名のオフェンス又はディフェンス選手のみを自チームの保護選手とすることが認められた。このためもあって、新チームがNHLで上手くやっていけるのか懐疑的な見方をするものもあった。しかし、各チームとも健闘し、ホエーラーズとオイラーズはプレーオフにも駒を進めた。
オイラーズは1980年代のスタンレー・カップ戦において、覇権を握ったこともある。その他の3チームは後に米国資本によって買収され、南へと本拠地を移動させることになった。

## WHAの影響
WHAは多くの影響をNHLに及ぼしたといわれる。例えば、スカウトたちは次世代のスーパースター発掘のためにカナダを開拓することが少なくなり、反面、ヨーロッパなどに目を向けるようになった。また、かつてNHLが採用した「リーグの利益のほんの少しを選手に配分する」という方針に終止符を打ち、また留保条項の撤廃を果たして、選手年俸の高騰化現象の基因を作ったと評価される。

## その他
2003年になると、ボビー・ハルを会長として新WHAの創立が発表された。新WHAは2004年から2005年のNHLロックアウトに並行する2004－2005シーズンに興行を行うものとされていた。しかしながら、この発表は計画の域を脱するものでなく、うやむやのうちに立ち消えになった。

## WHAのトロフィー・賞
- アブコワールド賞 AVCO World Trophy - プレイオフ優勝チーム
- ゴーディ・ハウ賞 Gary L. Davidson Award/Gordie Howe Trophy - レギュラーシーズン最優秀選手
- ビル・ハンター賞 Bill Hunter Trophy - レギュラーシーズン得点王
- ルー・カプラン賞 Lou Kaplan Trophy - 新人王
- Ben Hatskin Trophy - 最優秀ゴーリー
- デニス・A・マーフィ賞 Dennis A. Murphy Trophy - 最優秀ディフェンス
- Paul Deneau Trophy - フェアプレーヤー
- Howard Baldwin Trophy/Robert Schmertz Memorial Trophy - 最優秀コーチ
- WHA Playoff MVP - プレイオフ最優秀選手

## WHAに所属したアイスホッケーチーム
- シカゴ・クーガーズ (Chicago Cougars、1972年-75年)
- シンシナティ・スティンガーズ (Cincinnati Stingers、1975年-79年)
- カルガリー・ブロンコス (Calgary Broncos、稼動せず)/クリーブランド・クルセダーズ (Cleveland Crusaders、1972年-76年)/ミネソタ・ファイティング・セインツ（Minnesota Fighting Saints、1976年-77年)
- デンバー・スパーズ (Denver Spurs、1975年-76年)/ オタワ・シビックス（Ottawa Civics、1976年)
- エドモントン・オイラーズ (Edmonton Oilers、1972年-79年、発足年はアルバータ・オイラーズ (Alberta Oilers) と呼称)
- ヒューストン・エアロズ (Houston Aeros、1972年-78年)
- インディアナポリス・レイサーズ（Indianapolis Racers、1974年-78年)
- ロサンゼルス・シャークス (Los Angeles Sharks、1972年-74年)/ ミシガン・スタッグス (Michigan Stags、1974年-75年)/ボルティモア・ブレーズ (Baltimore Blades、1975年)
- ミネソタ・ファイティング・セインツ (Minnesota Fighting Saints、1972年-76年)
- ニューイングランド・ホエーラーズ (New England Whalers、1972年-79年)
- ニューヨーク・レイダース (New York Raiders、1972年-73年、1973年にニューヨーク・ゴールデン・ブレーズ (New York Golden Blades) と改称)/ニュージャージー・ナイツ (New Jersey Knights、1973年-74年)/サンディエゴ・マリナーズ (San Diego Mariners、1974年-77年)
- オタワ・ナショナルズ (Ottawa Nationals、1972年-73年)/トロント・トロス (Toronto Toros、1973年-76年)/バーミングハム・ブルズ (Birmingham Bulls、1976年-78年)
- マイアミ・スクリーミング・イーグルス (Miami Screaming Eagles、稼動せず)/フィラデルフィア・ブレイザーズ (Philadelphia Blazers、1972年-73年)/バンクーバー・ブレイザーズ (Vancouver Blazers、1973年-75年)/カルガリー・カウボーイズ (Calgary Cowboys、1975年-77年)
- フェニックス・ロードランナーズ (Phoenix Roadrunners、1974年-77年)
- ケベック・ノルディクス (Quebec Nordiques、1972年-79年)
- ウィニペグ・ジェッツ (Winnipeg Jets、1972年-79年)